# Irina Pavlovna Palei
Irina Pavlovna Palei (21 de dezembro de 1903 – 15 de novembro de 1990), foi uma aristocrata russa, tradutora e filantropa da comunidade de refugiantes russos em Paris entre as décadas de 1920 e 1950. Era filha do grão-duque Paulo Alexandrovich da Rússia e da sua segunda esposa, a princesa Olga Valerianovna Palei.

## Caso Amoroso dos Pais
Irina nasceu em Paris, França. Quando o seu pai, o viúvo grão-duque Paulo Alexandrovich da Rússia, conheceu a sua mãe, Olga Valerianovna von Pistohlkors, ela era casada com o general Erich Gerhard von Pistohlkors, um ajudante-de-campo do grão-duque Vladimir Alexandrovich (irmão de Paulo) que pertencia a um dos regimentos comandados pelo grão-duque Paulo. Os dois começaram uma relação por volta de 1895 e, em janeiro de 1897, Olga deu à luz um filho de Paulo, Vladimir, quando ainda era casada com o seu primeiro marido.
Após vários anos de um relacionamento clandestino, em 1902, Olga apareceu num baile imperial a usar jóias que tinham pertencido à mãe do grão-duque Paulo, a imperatriz Maria Alexandrovna. Escandalizada, a imperatriz-viúva Maria Feodorovna, pediu que Olga fosse expulsa da festa. O incidente levou o marido de Olga, Erik, a pedir o divórcio da sua esposa, mas este apenas foi concedido vários meses depois pelo czar Nicolau II depois de obter uma promessa por escrito do irmão de Paulo, Vladimir, de que este não se casaria com Olga se ele lhe concedesse o divórcio. No entanto, pouco depois do casamento da sua sobrinha, a grã-duquesa Helena Vladimirovna com o príncipe Nicolau da Grécia e Dinamarca, irmão da sua primeira esposa, a princesa Alexandra da Grécia e Dinamarca, e após uma reunião tensa com o seu antigo sogro, o rei Jorge I da Grécia, o grão-duque Paulo tomou a decisão de se casar com a sua amante.
A cerimónia realizou-se a 10 de outubro de 1902 na Igreja Ortodoxa Grega de Livorno, em Itália. Quando soube da noticia, o czar Nicolau II baniu o seu tio da Rússia, retirou-lhe todos os seus direitos e todos os seus rendimentos foram confiscados. Além disso, os dois filhos de Paulo do seu primeiro casamento, a grã-duquesa Maria Pavlovna e o grão-duque Dmitri Pavlovich, foram retirados ao pai e colocados sob a custódia dos seus tios, o grão-duque Sérgio Alexandrovich e a grã-duquesa Isabel Feodorovna. Os três filhos de Olga do seu primeiro casamento (Alexandre, Olga e Mariana) eram adolescentes e também ficaram na Rússia.

## Infância em França

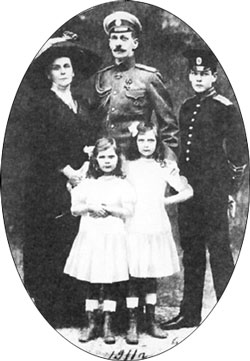
Irina com os seus pais, o irmão Vladimir e a irmã Natália.

### Vida Familiar
Ainda antes do seu casamento, em 1900, o grão-duque Paulo tinha comprado uma mansão à família Yussupov na elegante Avenida Vitor Hugo em Boulogne-Sur-Seine, um subúrbio de Paris, e foi lá que Irina nasceu a 21 de dezembro de 1903. Segundo as memórias da grã-duquesa Maria Pavlovna, "Educação de uma Princesa", o grão-duque Paulo queria que Maria fosse uma das madrinhas de Irina, mas o grão-duque Sérgio terá recusado a ideia.
Dois anos depois, em 1905, nasceu a sua irmã, a princesa Natália, de quem se tornaria inseparável nos seus primeiros anos de vida. Anos mais tarde, quando colaborou com o escritor Jacques Ferrand, Irina afirmou que "a nossa infância foi maravilhosa porque os nossos pais eram excecionalmente unidos".
Em 1904, para resolver a questão do facto de Vladimir ainda ter o nome do primeiro marido da mãe, assim como para dar um título à sua esposa e filhas, o grão-duque Paulo conseguiu obter o título e brasão de armas de conde e condessas de Hohenfelsen de Leopoldo, Príncipe Regente da Baviera e, assim, a partir desse momento, Irina passou a ser a condessa Irina von Hohenfelsen.
A vida de Irina e dos seus irmãos em França era um mundo superprotegido, onde a ternura e a cultura eram inseparáveis. A mansão em Boulogne tinha dezasseis empregados e era uma fortaleza impenetrável. Desde os caseiros Gustave e Joséphine, até Jacqueline Theureau, a governanta que foi responsável por cuidar das irmãs desde o seu nascimento, sem esquecer, Miss White, a professora de inglês, todos protegiam as duas irmãs do mundo exterior. Todas as manhãs os trilhos do jardim eram limpos, as floreiras cuidadas e as flores regadas num ambiente de encanto permanente. Segundo a grã-duquesa Maria Pavlovna, "o meu pai e a minha madrasta viviam uma vida simples e privada. Tinham as relações que queriam e faziam o que lhes apetecia (...). Para mim era muito divertido escapar do palácio durante duas a três semanas. Era uma alegria poder fazer parte, ainda que durante pouco tempo, deste círculo familiar feliz, porque eles eram realmente uma família feliz."
Embora a liberdade em França tivesse resultado da expulsão da família real e do final abruto da carreira militar de Paulo, que era um soldado orgulhoso, foi também graças a isso que o casal teve mais disponibilidade para cuidar dos filhos. Se tivessem ficado na Rússia, o grão-duque Paulo não poderia ter participado de forma tão ativa na sua educação. De saúde frágil, o grão-duque vestia o seu velho casaco todas as manhãs e levava consigo as duas filhas mais novas para uma caminhada. Embora ele tentasse não o demonstrar, Irina era a sua favorita, uma vez que, fisicamente, o relembrava da sua mãe, a imperatriz Maria Alexandrovna, mas tinha a personalidade decidida e empreendedora da sua esposa. No entanto, também se divertia muito com a personalidade extrovertida da sua filha mais nova, Natália. Quando a sua filha Maria os visitava em Paris, também se juntava ao grupo com o seu fox terrier, Martzka.

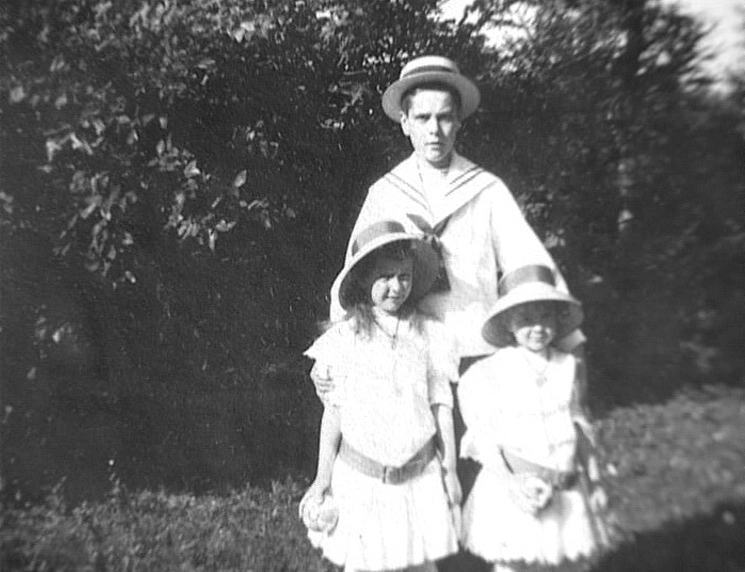
Irina com o irmão Vladimir e a irmã Natália.

Embora as suas vidas escapassem um pouco ao rigor do protocolo da corte, ainda assim obedeciam a regras rigorosas. A família reunia-se todas as manhãs na pequena sala de jantar reservada em exclusivo para uso da família (os convidados eram recebidos noutra sala). As crianças e a mãe preferiam um pequeno-almoço de café com leite e bolos, enquanto que o grão-duque optava por chá que bebia de um copo ao estilo russo. A manhã continuava com lições para as crianças enquanto que a condessa de Hohenfelsen seguia para as grandes casas de moda de Paris (Poiret, Worth, Paquin e as Irmãs Callot). Ao meio-dia e meia em ponto (o grão-duque Paulo era extremamente pontual), a família voltava a encontrar-se para o almoço, algo extremamente raro para a época, uma vez que, normalmente, os pais faziam as suas refeições longe dos filhos. A grã-duquesa Maria Pavlovna recordou estes momentos com afeto: "Quando me juntava a eles na sala de jantar, o meu pai estava sempre ligeiramente impaciente porque tinha sempre de esperar pela minha madrasta, que nunca aparecia até ao meio da refeição. Ela nunca conseguiu chegar a lado nenhum a tempo. O meu pai acabou por se resignar a isso." Finalmente, quando Olga aparecia, radiante e carregada de compras, "sentava-se para dar umas trincas no fiambre e na salada. Tinha medo de engordar e, por isso, evitava comer à mesa, mas petiscava ao longo do dia. O almoço continuava. As minhas irmãs, sentadas com a governanta no meio, tentavam comportar-se. O Volodya, o meu meio-irmão, fazia muito barulho e muitas perguntas. Era impossível tentar falar quando ele estava lá e também ninguém o conseguia manter em silêncio."
Ao final da tarde, as crianças deixavam a sala infantil - que ficava no segundo andar - e a professora para partilhar um lanche leve com os pais. Todos os dias, um pasteleiro fazia sandes e pão mole, encomendados para o chá das cinco. Depois, um passeio pelo jardim, uma visita de amigos e chegava a hora do jantar. Era a única altura do dia em que Irina e Natália comiam sozinhas. As duas irmãs voltavam para os seus quartos, no andar de cima, muito cedo. Quando não tinham compromissos à noite, o grão-duque e a sua esposa passavam o serão calmamente na biblioteca privada. Paulo lia em voz alta e Olga, vestida com um vestido de tarde a pedido do marido, bordava. Depois, o grão-duque retirava-se para o seu escritório, escrevia no seu diário o dia a dia do seu exílio.
Apesar de apreciar a sua vida em França, o grão-duque Paulo não deixava de se preocupar. "Nunca mostrou nenhum sinal de impaciência; no entanto, esta inatividade forçada e, por vezes, a preguiça pesavam-lhe na consciência. A sua vida familiar era extremamente feliz, mas sentia a falta do seu país. Raramente falava da Rússia e ainda menos das memórias familiares em frente das filhas. No entanto, uma noite quando eu e a minha irmã estávamos com ele à mesa, ganhei coragem e fiz-lhe algumas perguntas sobre o assunto," contou Irina. "Ele falou-nos com alegria das suas brincadeiras com o irmão Sérgio (...). Alguém lhes tinha construído um porto em miniatura no canal do parque imperial. Depois, ficou triste, certamente a pensar na morte trágica do pai e do irmão. Quando vi o resultado da minha curiosidade, nunca mais lhe voltei a fazer perguntas sobre a infância."

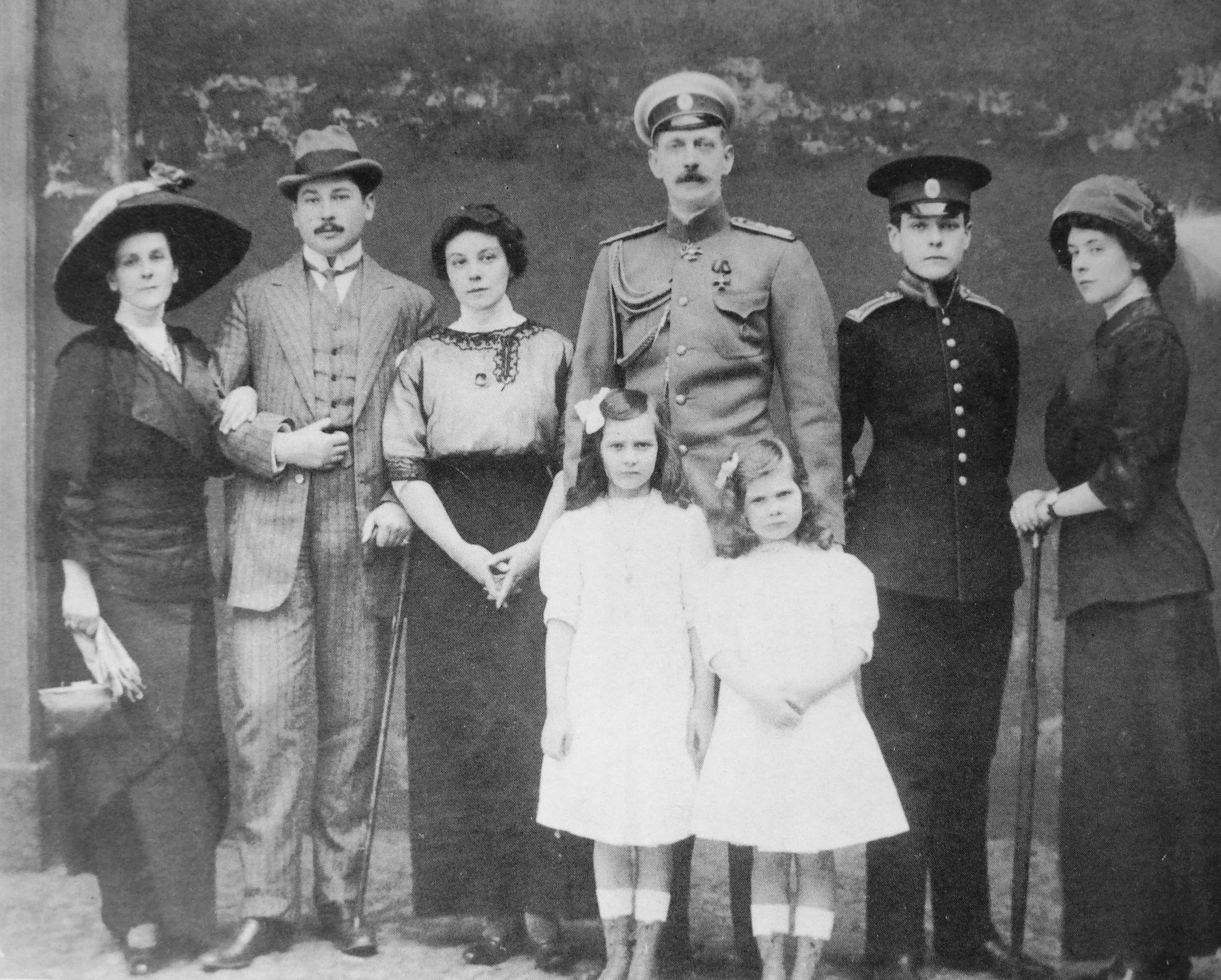
Irina com os pais, Vladimir, Natália e os meios-irmãos do lado da mãe: Alexandre, Olga e Mariana.

Toda a família aguardava ansiosamente por domingo. De manhã, iam todos à missa na igreja russa da Rua Daru. O grão-duque e a sua comitiva entravam por uma porta lateral e assistiam à missa, dada pelo mesmo sacerdote que tinha batizado Irina e Natália, sozinhos numa pequena sala do lado oposto do altar. "A minha vida teve muitos contrastes, mas tudo, as alegrias e os eventos trágicos, coisas importantes e triviais, aconteceu num plano diferente da vida normal," confessou a grã-duquesa Maria Pavlovna. "Desconhecia completamente o que era ter uma vida normal." Irina e Natália poderiam ter dito o mesmo. Educadas em casa, longe dos gritos da escola normal (o recreio era considerado demasiado plebeu para as netas de um czar), num estilo de vida doméstico, com pais "da moda" que eram procurados por todos. Até a sua vida espiritual decorria em separado do resto da multidão.
Para Irina e Natália, os pontos altos das suas infâncias eram as festas religiosas. No Natal, as duas irmãs participavam sempre em peças de teatro para toda a família escritas para elas pelo seu irmão Vladimir, a quem chamavam de Volodya ou Bodia. Os irmãos utilizavam cobertas e lençóis como cortinas de um palco. Normalmente, a estrutura colapsava durante o ponto alto da peça ou caia na cabeça dos atores. Antes da grande estreia, Vladimir obrigava as irmãs a ensaiar durante dias seguidos. "As meninas reverenciavam e tinham uma grande admiração pelo irmão," contou a grã-duquesa Maria Pavlovna. "O Volodia aproveitava-se disso para as obrigar a fazer tudo aquilo que ele queria. Quando elas estavam a ensaiar as peças que ele escrevia, ele obrigava-as a ensaiar durante horas. Elas sentiam-se muito lisonjeadas por terem a atenção do irmão e aguentavam com paciência a má-disposição, reprimendas e até alguns estalos dele. Ele fazia-as chorar muitas vezes, mas depois elas queriam sempre participar nas peças com o mesmo entusiasmo e não gostavam nada quando eu ou outro adulto as tentávamos proteger da tirania do Volodia."
As cerimónias da Páscoa eram mais reservadas e a família participava fielmente em todas as missas da Semana Santa. Depois da missa da meia-noite na madrugada antes da Páscoa, faziam um grande jantar com dezenas de convidados em Boulogne, acabando assim com o jejum da Quaresma.
Irina e Natália eram muito chegadas. Numa carta, o seu irmão, Vladimir descreveu um episódio com as irmãs "este ano, a Iricha vai fazer as devoções pela primeira vez. Veio connosco à igreja sem a Natasha que não sabia o que fazer em casa. Levamo-la a dar um passeio, mas ela parecia sempre aborrecida. Uma vez que a Iricha é sempre "a líder", a Natasha tem dificuldades em ficar sem a irmã mais velha e, além disso, elas não estão habituadas a estar separadas. Quando uma delas fica doente, a outra anda sempre de um lado para o outro, muito tristonha, uma sombra a deambular pela casa, mas, quando elas brincam juntas no jardim, acabavam quase sempre a discutir uma com a outra. No entanto, passados cinco minutos estavam outra vez a brincar, como se nada tivesse acontecido."

### Relação com o irmão Vladimir

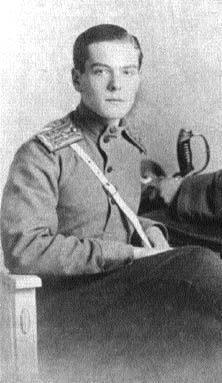
Vladimir Paley, irmão de Irina.

A pessoa que mais influenciou Irina e Natália na sua infância foi o irmão Vladimir, que tinha todos os talentos. De tal forma que, ao longo da sua vida, ambas as irmãs tentaram encontrar duplos do irmão que se tornou no seu ideal de perfeição masculina. "Ele lia-nos peças de Edmond Rostand, 'O Pássaro Azul' de Maeterlinck, extratos das obras de Rabindranath Tagore e, claro, o que ele escrevia," relembrou Irina. "Ele escrevia pequenas peças para nós, desenhava os figurinos, criava os cenários, ajustava as luzes. Tocava obras compostas por ele durante horas no piano". Como recorda Jacques Ferrand no retrato que fez dele, a primeira impressão que se tinha de Vladimir era de que era uma criança altiva e cheia de maneirismos, mas, na verdade, era alguém invulgarmente maturo para a idade.
Os pais dele, principalmente a mãe, a quem era muito chegado, sempre encorajaram os seus talentos raros. "Desde a infância que ele escrevia versos que não eram nada maus, alguns trabalhos dele até podiam ser comparados a Pushkin", afirmou o príncipe Félix Yussupov. Um irmão mais velho ideal que juntava em si qualidades intelectuais e físicas. Nas suas memórias, a princesa Paley recordou uma altura em que o seu filho, na altura com dezassete anos, participou num baile de máscaras. "Mandamos fazer um belo disfarce do tempo do czar Alexei Mikhailovich: um casaco de fraque branco bordado com fio de ouro que lhe assentava na perfeição. Todos o admiraram e a opinião geral foi de que ele era o mais elegante do baile. Os nossos amigos franceses não paravam de o elogiar. O pintor Léon Bakst veio ter comigo e disse-me que o meu filho parecia o príncipe encantado dos Contos de Fadas. Nessa noite fui uma mãe muito orgulhosa."
Vladimir era uma fonte de alegria para todos. Até o grão-duque Paulo, muitas vezes perdido nos seus próprios pensamentos, se ria muito na sua presença. Gostava de folhear um álbum de caricaturas feitas por Vladimir, que conseguia sempre captar os defeitos de todos, a começar pelos seus. Até 1913, quando Irina tinha dez anos, Vladimir viveu com a família no exílio, no entanto, com a autorização do czar Nicolau II, regressou à Rússia nesse ano para completar a sua educação na academia militar Corps des Pages. A partir dessa altura, as duas irmãs passaram a esperar impacientemente pelo regresso dele a Boulogne, vestido no seu uniforme azul escuro com sapos dourados e um capacete com um pico e uma juba branca.
Nada na personalidade de Vladimir o levava para uma educação militar, essa escolha foi feita pelo grão-duque Paulo que, ao contrário da esposa, "estava muito longe das qualidades que davam valor ao filho". Além disso, as tendências quase boémias de Vladimir causaram alguma admiração e até um pouco de preocupação ao pai. No entanto, o passar do tempo acabou por provar que a decisão de o enviar para fora foi a indicada. Longe da família e da dedicação da mãe e das irmãs, Vladimir aproveitou o contacto com outros rapazes da sua idade e da disciplina rigorosa da academia. Tornou-se mais natural e mais espontâneo sem negligenciar as suas outras paixões. A sua partida foi o primeiro desgosto da infância de Irina e Natália.

### Influências artisticas

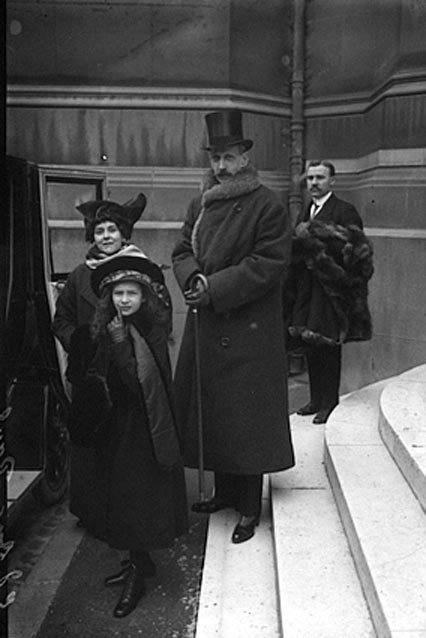
Irina a sair da Ópera de Paris com os pais.

Durante os doze anos do seu exílio, o salão do grão-duque Paulo rivalizou com a embaixada russa em Paris. Irina conheceu os maiores artistas da sua época, quer fossem escritores, músicos ou pintores. Os eus pais recebiam frequentemente o Marquês de Ségur, da Academia Francesa e o rei Afonso XIII de Espanha. O grão-duque Paulo e a sua esposa tornaram-se pilares da vida social e cultural de Paris. Não havia um baile, uma estreia, uma festa para a caridade onde eles não estivessem presentes. Uma das noites mais memoráveis foi a de uma festa da princesa Edmond de Polignac no seu hotel na avenida Henri-Martin em maio de 1908. Depois do jantar, os convidados assistiram a um espetáculo no jardim onde atores leram poesia.
A popularidade do casal era tal que o jornal Le Figaro de 10 de junho de 1911 afirmou: "Não é o grão-duque Paulo um dos parisienses mais refinados, que vive aqui quase o ano todo, rodeado e homenagens respeitosas e a sua esposa, a condessa de Hohenfelsen, uma das mulheres mais belas de Paris, uma grande senhora em espirito e coração, assim como na sua posição que é gentil para todos e por todos admirada? A sua consagração (e talvez a mais cruel) foi o facto de a condessa ter inspirado Marcel Proust a criar uma heroína em 'Em Busca do Tempo Perdido'."
A biblioteca do seu pai, onde devorava centenas de volumes em várias línguas, as suas coleções de grandes obras da pintura (incluindo Chardin, Boucher, Greuze, Van-Dyck e Hubert Robert), os vários recitais que se realizam no grande salão da sua casa, onde se encontrava um cravo que tinha pertencido à rainha Maria Antonieta, foram uma mistura de influências que moldou a personalidade das duas irmãs, que eram crianças bastante precoces.
O grão-duque Paulo foi um mecenas de vários artistas da época, e foi um dos apoiantes mais generosos de Serge Diaguilev quando este decidiu levar a cena o ballet Boris Godounov em Paris e artistas como o lendário Feodor Chaliapin, que atuou em sua casa, o decorador Léon Bakst ou a bailaria Anna Pavlovna e o bailarino Nijinsky eram alguns dos visitantes frequentes da condessa de Hohenfelsen durante os anos de exílio, criando uma atmosfera que, para crianças da idade de Irina e Natália, valia mais do que qualquer lição de Miss White.

## Regresso à Rússia

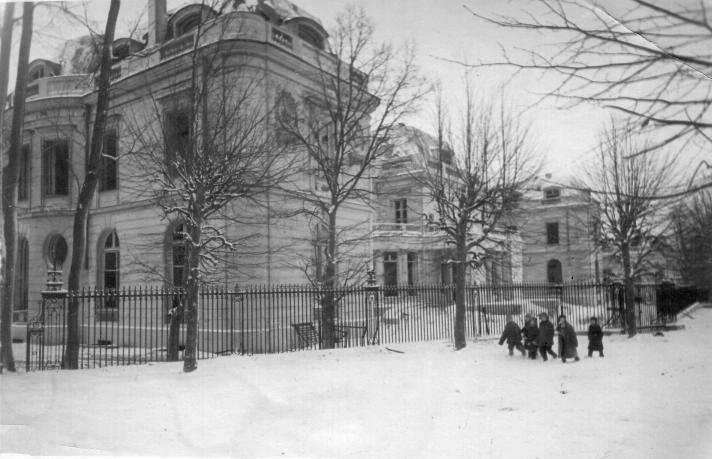
Palácio Paley em Czarskoe Selo, por volta de 1915-16

Em janeiro de 1912, o grão-duque Paulo fez as pazes com o czar Nicolau II. Após mais de uma década no exílio, durante as celebrações do Tricentenário da dinastia Romanov, o czar decidiu finalmente perdoar a desobediência do tio, na altura o único irmão ainda vivo do seu pai, Alexandre III. Para legitimar esta decisão, Nicolau II nomeou o tio líder honorário do 79.º Regimento de Infantaria de Kourinsky. Naturalmente, após esta decisão, o grão-duque manifestou o desejo de deixar a França e regressar em definitivo à Rússia com a sua família. Durante esse mesmo ano, Paulo viajou até Czarskoe Selo, onde o czar e a sua família residiam, para procurar terrenos onde construir um palácio. Inspirado na sua mansão em Boulogne-sur-Seine, foi construído por trabalhadores maioritariamente franceses e a família instalou-se em maio de 1914.
A mobília chegou de comboio a partir da mansão de Paris: os quadros, armários, todos os objetos adquiridos durante as viagens a Itália e à Alemanha. Para Irina, na altura com quase onze anos e que só tinha saído de Paris durante o verão para visitar a Baviera, Biarritz (onde passavam várias semanas por ano na sua Villa Coquette) ou cidades termais como Vichy, a viagem até à Rússia deve ter parecido uma verdadeira aventura. De todos os funcionários da família, só Miss Theureau e Miss White acompanharam as irmãs para a sua nova vida. Nada as preparou para este novo país, onde o arcaico e o moderno se misturavam. "Uma manhã ficamos horrorizadas quando vimos, no Volga, um grupo de camponesas, amarradas como se fossem prisioneiras, a tentar transportar uma barcaça com grande dificuldade. No dia seguinte, quando estávamos a regressar de uma volta de trenó num campo coberto de neve, um criado que tinha como única função limpar a neve da nossa roupa, estava sempre à nossa volta a cumprir a sua tarefa com uma escova reservada apenas para esse uso (...)."
O regresso à Rússia foi uma oportunidade para Irina descobrir membros da família que mal conhecia: a sua avó materna, Olga Vassilievna Meszaros, que todos tratavam por "Babaka", as meias-irmãs Mariana e Olga e também o meio-irmão Alexandre, assim como as suas primas, as grã-duquesas Olga, Tatiana, Maria e Anastásia, filhas do czar Nicolau II, com quem se cruzavam na igreja ou em caminhadas pelo Parque de Catarina, que ficava perto do seu palácio.  A sua meia-irmã, Maria Pavlovna, escreveu o seguinte sobre as duas irmãs nesta época:
"Na altura, as minhas meias-irmãs ainda eram muito novas e viviam as suas vidas de crianças em separado das nossas. Não eram nada parecidas nem tinham a mesma personalidade. A mais velha, Irina, era magra, pensativa e impressionável. Tinha feições regulares e era muito parecida com o meu pai. A segunda, Natasha, era alegre e animada, com um nariz empinado, bochechas cor-de-rosa rechonchudas e uns lindos caracóis loiros. O meu pai sentia um carinho muito particular por estas suas filhas mais novas e elas adoravam-no (...). De forma impulsiva, tentei aproximar-me das minhas irmãs mais novas, tentei demonstrar-lhes que as compreendia melhor do que elas pensavam, mas foi tudo em vão. Elas não tinham medo de mim, nem sequer desconfiavam de mim, mas, na cabeça delas, eu pertencia de forma irrevogável à categoria dos adultos. Só tínhamos uma coisa que nos unia completamente: o nosso amor quase infantil pelo nosso pai. Este sentimento é de tal forma duradouro que, até agora, a nossa relação se baseia principalmente nas memórias que temos dele."
Durante as primeiras semanas, a vida retomou o ritmo normal. Todos os domingos, Irina, Natália e os pais iam sempre à missa, a maioria das vezes na catedral Féodorovski Sobor, onde os soberanos também iam. Durante a semana, Miss White voltou a instalar o ritmo normal das lições. Irina e Natália, que falavam francês e inglês fluentemente, tiveram de melhorar o seu russo. Tal como o seu irmão Vladimir quando chegou ao Corps des Pages (conseguia perceber a língua com dificuldade, mas dominou-a muito facilmente), as irmãs progrediram rapidamente na língua dos seus antepassados. Tal como em Boulogne, as duas irmãs interrompiam os estudos para o chá das cinco, mas, agora, na Rússia, a sua mãe estava sempre rodeada de convidados, incluindo o próprio czar.

### Primeira Guerra Mundial

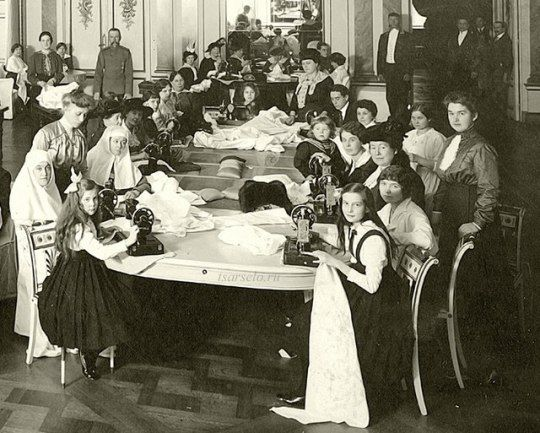
Irina e a irmã Natália a trabalhar na oficina da mãe durante a Primeira Guerra Mundial.

No entanto, a tranquilidade da sua nova vida em Czarskoe Selo acabou rapidamente quando, em agosto de 1914, apenas três meses depois de se mudarem, rebentou a Primeira Guerra Mundial. Para Irina e Natália, o conflito significou o final das reuniões familiares. Os seus três irmãos foram os primeiros a partir. Vladimir, que ainda não tinha completado dezoito anos de idade, teve uma promoção acelerada e, em dezembro, entrou para o regimento dos Hussardos de Sua Majestade. Quando partiu, a mãe e as irmãs acompanharam-no à primeira missa do dia, às seis da manhã. Lá, encontraram a czarina Alexandra Feodorovna, que tinha insistido em estar presente para se despedir de Vladimir. Depois de se ter destacado na frente de combato pela sua coragem e devoção que inspirou nos homens que comandava, Vladimir recebeu a Ordem de Santa Ana, quarto grau. Durante as semanas que passou na frente, nunca parou de escrever e, em 1915, a imperatriz Alexandra promoveu a publicação do seu primeiro livro de poesia, Seleções, cujos lucros reverteram a favor dos vários hospitais que a imperatriz tinha aberto para receber feridos da guerra.
Quanto ao seu meio-irmão, Alexandre von Pistolkors, o filho mais velho da sua mãe, juntou-se à Divisão Selvagem e combateu nos Cárpatos contra os austríacos. Após dois longos anos, alarmado pelo deterioramento do seu estado físico, pediu a demissão e, em dezembro de 1916, juntou-se, com todas as honras, à casa do Governador Geral da Finlândia. Finalmente, o grão-duque Dmitri Pavlovich, que as irmãs também adoravam, juntou-se ao Regimentos dos Guardas a Cavalo a 4 de agosto, antes de participar em batalhas sangrentas no leste da Prússia. Durante uma missão particularmente perigosa (na qual metade dos oficiais morreu), Dmitri salvou um soldado ferido e levou-o de volta ao acampamento às costas. Por este ato de coragem, recebeu a Cruz de São Jorge. Só o grão-duque Paulo, que tinha uma saúde frágil, permaneceu em Czarskoe Selo.
As mulheres da família também foram muito ativas durante a guerra. A grã-duquesa Maria fez a formação de enfermeira, tendo obtido o diploma em 1916, e a mãe de Irina converteu o salão de baile do palácio numa oficina para ajudar prisioneiros. "Quanto à imperatriz, encontrávamo-nos  com ela e as duas filhas mais velhas, que trabalhavam como enfermeiras," recordou Irina Paley, "as duas mais novas, que eram praticamente da nossa idade, faziam o mesmo que nós: levávamos cigarros e guloseimas aos soldados."  Outra das meias-irmãs de Irina, Mariana, na altura conhecida por Madame Derfelden devido ao seu segundo casamento com Christopher von Derfelden, também tirou o curso de enfermeira e conduzia ambulâncias em Petrogrado.
A presença do grão-duque Paulo contribuiu mais do que tudo o resto para preservar um sentido de normalidade na vida das filhas. Enquanto as notícias da frente de combate se tornavam cada vez piores, Irina e Natália preparavam-se para enfrentar o seu primeiro inverno na Rússia. O grão-duque Paulo costumava levá-las a passear ao Parque de Pavlovsk para as animar. Depois de colocar duas placas de madeira ligadas entre si com uma corrente de couro nas suas botas de inverno, as duas irmãs desciam colinas repletas de árvores, por vezes bastante íngremes enquanto o pai as observava. Nunca admitiu que as filhas mostrassem medo. Quando o ar estava gelado, costumava esfregar-lhes os narizes, as bochechas e os queixos com uma bolsa de seda, para não congelarem. Quando chegavam a casa, tinham o samovar à espera, assim como a sua mãe que, exausta, não conseguia esconder a sua preocupação com os filhos que combatiam na guerra.

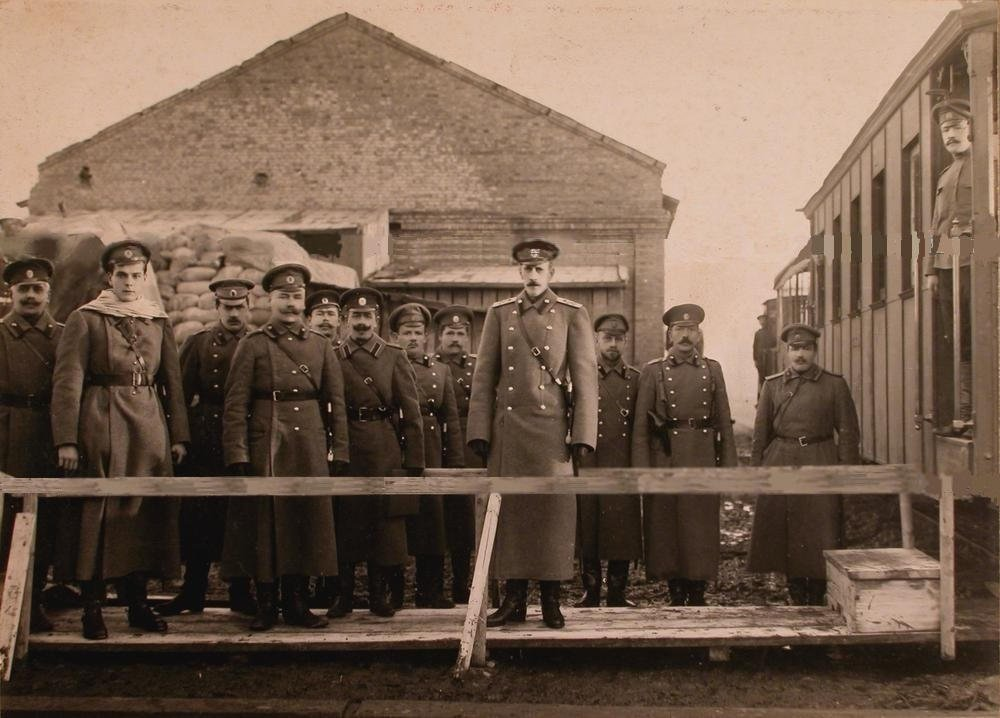
Vladimir Paley, irmão de Irina, junto do pai e outros soldados em 1916.

Tal como muitos outros aristocratas com títulos alemães, foi nesta altura que se tornou urgente encontrar um novo título para a família que, além de mais russo (Olga e os filhos ainda eram as condessas e conde von Hohenfelsen), também refletisse a mudança no seu estatuto. Assim, após várias cartas e entrevistas, a 18 de agosto de 1915, o czar concedeu a Olga e aos filhos o título de princesas e príncipe Paley. Além de ser o nome de uma das propriedades de campo do grão-duque Paulo, Paley era também o apelido dos antepassados mais ilustres da mãe de Irina.
Dois anos após o início da guerra, o grão-duque Paulo não conseguiu aguentar mais a inação imposta pelos médicos e assumiu o comando do primeiro corpo da guarda a 27 de maio de 1916. Com ele, partiu o último elo de Irina e Natália com a sua vida anterior. O único consolo para a princesa Paley e as suas filhas foi o facto de, na mesma altura, Vladimir ser nomeado ordenança do pai. Juntos, sofreram menos com a solidão. Apesar dos seus cinquenta-e-seis anos e de ainda se sentir fraco, o grão-duque Paulo assumiu os riscos associados ao seu novo cargo e, no seu quartel-general em Sokul, na frente da Volínia, sofreu vários bombardeamentos de artilheria, chegando a testemunhar setenta-e-duas bombas ao longo de duas horas. A coragem que demonstrou junto dos seus soldados foi muito admirada.

### Viagem à Crimeira e Assassinato de Rasputine

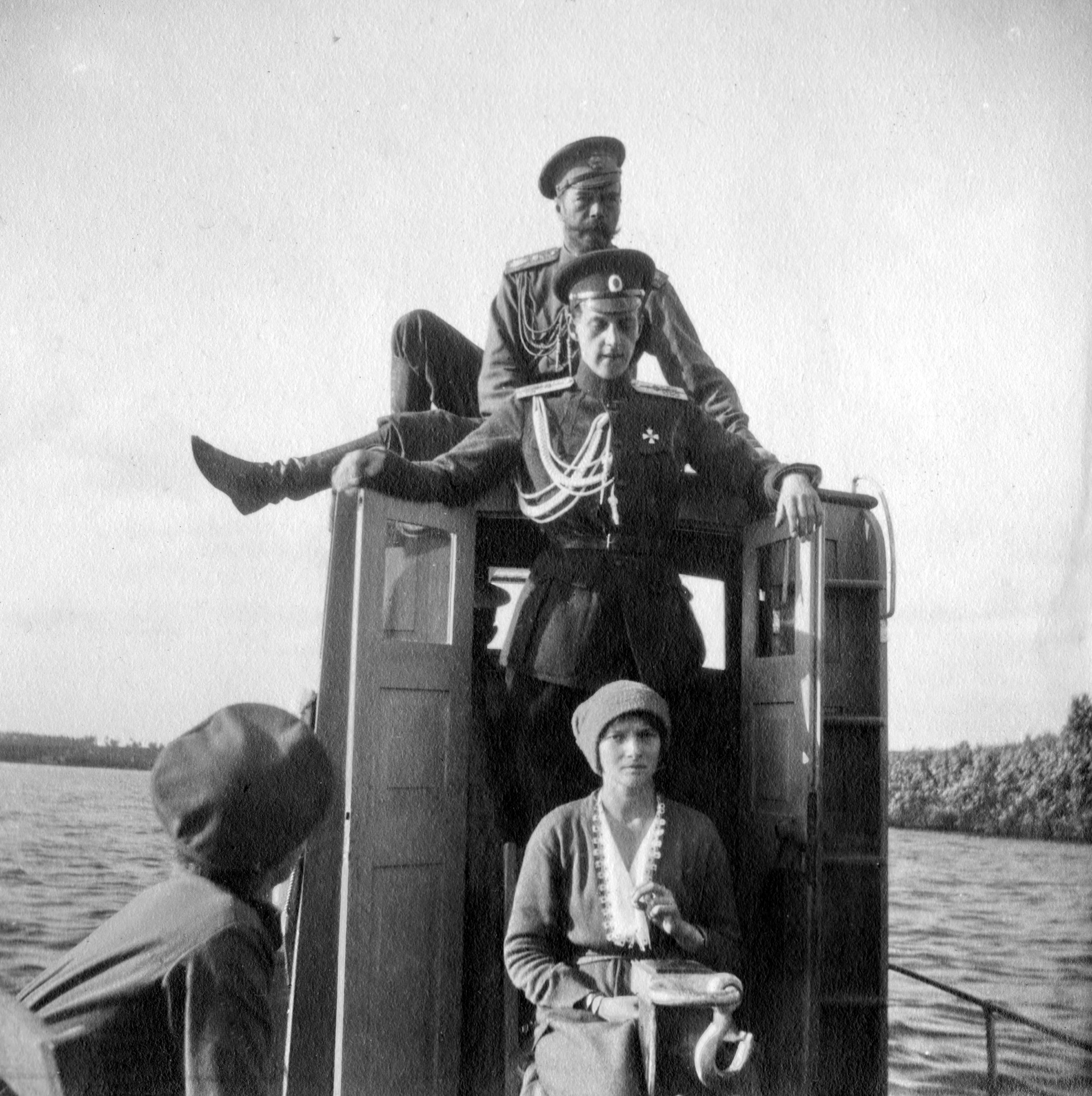
O grão-duque Dmitri Pavlovich, meio-irmão de Irina, com o czar Nicolau II e a grã-duquesa Tatiana Nikolaevna.

Em outubro de 1916, por conselho médico, a princesa Paley viajou com as duas filhas até Simeis, perto de Sebastopol, na Crimeira. Natália estava a recuperar de uma gripe e o grão-duque Paulo e o filho Vladimir tiveram uma licença do exército na mesma altura. A princesa Paley recordou a viagem nas suas memórias: "Passámos dez dias na Crimeira com os nossos queridos heróis de guerra. O grão-duque veio acompanhado do seu fiel ajudante-de-campo de há vinte-e-um anos, o General Efimovitch e pelo Dr. Obnissky. Fizemos longas excursões de automóvel. Normalmente, não viajávamos além de Ialta, uma vez que a minha filha, Natália, estava com gripe (apesar de estarmos no verão) e eu tinha medo de me afastar demasiado de Simeis (...) O Vladimir e as meninas divertiram-se a tirar fotografias da paisagem Táurida que, infelizmente, é pouco conhecida pelos estrangeiros"
No final da viagem, os pais de Irina foram convidados para a festa de aniversário da imperatriz-viúva, Maria Feodrovna, que estava em Kyev. Durante o almoço, o grão-duque Alexandre Mikhailovich, cunhado de Nicolau II, pediu ao grão-duque Paulo que tivesse uma conversa com o czar sobre a influência nefasta que Rasputine, o monge siberiano que, segundo os rumores da época, conseguia curar o czarevich Alexei dos seus ataques de Hemofilia, e sobre a possibilidade de mudar o governo que era extremamente impopular.
De regresso ao quartel-general em Mogilev, Irina, Natália e a mãe ficaram na cidade durante uma semana. Durante esse tempo, o czar e toda a sua família foram convidados para tomar chá:
"O nosso excelente chef começou logo a prepara todo o tipo de sandwiches e bolos e petits fours, que eram a sua especialidade enquanto que eu e o Vladimir nos pusemos a caminho para encontrar doces e fruta nas redondezas. Pusemos uma mesa enorme, uma vez que seríamos muitos. À hora marcada, chegou a Família Imperial. O imperador, um pouco pálido e cansado, a imperatriz bela e a sorrir, com o rosto muito vermelho. O czarevich, com o seu rosto refinado e encantador, pareceu-me um pouco frágil. Tinha um pescoço tão fino que me distraí a olhar para ele. (...) As quatro jovens princesas, um pouco tímidas, sentaram-se de um lado da mesa com o grão-duque Dmitri, filho do grão-duque Paulo do seu primeiro casamento. Uma vez que eu era a anfitriã, sentei-me do outro lado da mesa com as chávenas e o samovar à minha frente e a imperatriz sentada à minha direita e o imperador à minha esquerda. O grão-duque sentou-se ao lado da imperatriz. A tarde foi muito agradável. (...) Entretanto, os mais novos retiraram-se para a sala-de-estar e o Vladimir, sempre a vida e a alma das festas, tinha organizado alguns jogos. Ninguém se sentiu constrangido nem envergonhado. Ouvíamos todos a rir e a gritar e o pequeno czarevich parecia ter-se divertido muito. Os pais tiveram muita dificuldade para o convencer a ir embora às sete da tarde."
Dois meses depois, o meio-irmão de Irina, Dmitri, participou, em conjunto com o príncipe Félix Yussopov, no assassinato de Rasputine. A sua meia-irmã, Mariana, também estava presente no palácio do princípe Yussupov, mas estava no andar de cima juntamente com uma bailarina a dançar e a conversar alto para dar a impressão de que estava a haver uma festa. Segundo Irina, os pais não tinham uma relação próxima com Rasputine que "nunca passou da entrada de nossa casa. A única vez que o vi foi em casa da senhora Anna Vyrubova".

### Revolução Russa
Após a Revolução Russa de 1917, o grão-duque Paulo, que estava demasiado doente para se registar junto da Cheka como outros membros da família Romanov tinham feito, foi mantido sob vigilância pelo novo governo. O seu irmão Vladimir Palei não teve tanta sorte e foi exilado em abril de 1918 com outros membros da família, acabando por ser assassinado no dia 18 de julho daquele ano.
Irina recordou mais tarde um passeio que tinha dado no jardim com o seu pai e a sua irmã mais nova em que o grão-duque lhes explicou o que o seu casamento com a mãe de ambas tinha significado para ele:
| “ | Ele falou connosco prolongadamente sobre tudo o que devia à nossa mãe, tudo o que ela lhe tinha trazido que ele nunca tinha conhecido anteriormente, e sobre tudo o que ela significava para ele. Falou enquanto caminhávamos, o que o ajudou a ultrapassar a sua personalidade reservada e a sua intensa timidez. Será que na altura ele já pressentia que não lhe restava muito tempo de vida? Sinto-me tentada a acreditar que sim e que ele nos estava a pedir para tomar conta da nossa mãe quando ele já não pudesse estar com ela. | ” |

Em finais de 1916, Irina e a irmã mais nova, Natália, fugiram para a Suécia com a ajuda de amigos da sua meia-irmã Mariana. O pai de Irina foi preso pouco tempo depois e morto a tiro pela Cheka na Fortaleza de São Pedro e São Paulo no dia 24 de janeiro de 1919.

## Casamento
Irina casou-se com o seu primo em segundo grau, o  príncipe Feodor Alexandrovich da Rússia, filho do grão-duque Alexandre Mikhailovich e da grã-duquesa Xenia Alexandrovna, no dia 21 de maio de 1923 em Paris. No dia 4 de maio de 1924, tiveram o seu primeiro filho, o príncipe Miguel Feodorovich (1924-2008).
Irina começou um caso com o conde Hubert de Monbrison quando ainda estava casada com Feodor e muitos acreditam que o pai da segunda filha de Irina, Irene, nascida no dia 7 de maio de 1934, era o conde Humbert e não o príncipe Feodor. O casal acabou por se divorciar no dia 22 de julho de 1936.
Irina casou-se com Hubert no dia 11 de abril de 1950 em Paris. Morreu na mesma cidade no dia 15 de novembro de 1990.